# Unia Films S.A.
UniFrance Films [Fr] (Unia Films S.A.) — французская организация, отвечающая за продвижение французского кино во всем мире.

## История компании
Unia Films S.A. создана в 1949 году, в форме ассоциации в соответствии с законом 1901, и является объектом наблюдения Centre national du cinéma et de l’image animée (CNC). В ассоциации состоит почти 600 участников: производители художественных фильмов и шорт, экспортёры, торговые агенты, директора, актёры, авторы (сценаристы) и агенты по работе с талантами.

## Экспертиза
Ассоциация гордится качеством проводимой ею экспертизы.
До начала её создания Unifrance Films International выполнила исследования мировых рынков и их развитие, и может таким образом предложить сегодня действительно уникальную экспертизу.
Ассоциация пристально следит за карьерами французских художественных фильмов и в кино и по телевидению, в течение всего года в 50 странах мира. Полученная информация является объектом экономических исследований (управление данными и анализом рынка, производственной статистикой, сопровождением и продолжением продаж фильма, знания компаний и их директоров и так далее), которые доступны как для членов ассоциации, так и для каждого партнёра французского кино в частности.

## Международное присутствие
Unifrance присутствует на каждой стадии в жизни французского фильма за границей: от выбора признанным фестивалем или его показа на мировом рынке, к его театральному выпуску на одной или более иностранных территориях, таким образом увеличивая ценность французских фильмов.
Ассоциация принимает участие больше чем в 60 международных фестивалях и рынках, включая: Каннский кинофестиваль, Берлинский Международный Кинофестиваль (Berlinale), Международный Кинофестиваль в Торонто, Венецианский Международный Кинофестиваль, Международные Кинофестивали в Роттердаме, Сан-Себастьяне, Пусане, Локарно, Независимый Кинофестиваль в Риме, AFM (американский Рынок Фильма) …
Во время этих событий, ассоциация облегчает присутствие артистических команд, нанимает атташе местной прессы и делает доступным для французских областей профессионалов для поощрения и коммерциализации.
Также компания учредила в 2011 году и ежегодно проводит собственный международный онлайн-кинофестиваль французского кино MyFrenchFilmFestival.

## Президенты
1949 — Georges Loureau-Dessus 

1955 — Raoul Ploquin 

1961 — Georges Loureau-Dessus 

1965 — François de Chavanne 

1966 — Francis Cosne 

1969 — Georges Loureau-Dessus 

1969 — Marcel Lathière 

1970 — Gilbert de Goldschmidt 

1973 — Raymond Danon 

1979 — Yves Rousset-Rouard 

1981 — Adolphe Viezzi 

1983 — Jacques Dorfmann 

1986 — Gilbert de Goldschmidt 

1988—2003 — Daniel Toscan du Plantier (deceased on 11/02/2003) 

2003 — Margaret Menegoz 

2009 — Antoine de Clermont-Tonnerre

## Фильмография
Продюсирование
| Год  | Русское название                           | Оригинальное название                  |
| ---- | ------------------------------------------ | -------------------------------------- |
| 1974 | Хозяйки каникул                            | Les maîtresses de vacances             |
| 1975 | К ноге!                                    | Le pied!..                             |
| 1976 | Кэндис Кэнди                               | Candice Candy                          |
| 1979 | Очень специальная хозяйка                  | Une hôtesse très spéciale              |
| 1982 | Зирительницы                               | Les voyeuses                           |
| 1982 | Рты для удовольствия, зады для пользования | Bouches à plaisir, culs pour jouir     |
| 1983 | Девочка подросток, и уже п...              | Adolescente et déjà p…                 |
| 1983 | Подвергнутые пыткам и им это нравится      | Soumises et sodomisées elles aiment ça |
| 1983 | Малышки для больших калибров               | Petites mouilleuses pour gros calibres |
| 1983 | Кошечка                                    | Baby Cat                               |
| 1986 | Испытание девственных попок на Карибах     | Fesses vierges à l’essai aux Caraïbes  |
| 1992 | Отличные полицейские                       | Universal Cops                         |

Дистрибуция (распространение)
| Год  | Русское название                       | Оригинальное название                 |
| ---- | -------------------------------------- | ------------------------------------- |
| 1976 | Кэндис Кэнди                           | Candice Candy                         |
| 1986 | Испытание девственных попок на Карибах | Fesses vierges à l’essai aux Caraïbes |